# Rhynchobdellida
São sanguessugas que possuem uma probóscide eversível, aquáticas. Possuem sistema circulatório e parasitam peixes marinhos e de água doce, tartarugas, outros vertebrados e invertebrados.

## Famílias
- Família Glossiphoniidae
  - Subfamília Glossiphoniinae
  - Gênero Desserobdella
    - Desserobdella cryptobranchii
    - Desserobdella michiganensis
    - Desserobdella phalera
    - Desserobdella picta

  - Gênero Glossiphonia
    - Glossiphonia complanata
    - Glossiphonia paludosa
    - Glossiphonia swampina
    - Glossiphonia verrucata

  - Gênero Placobdella
    - Placobdella bistriata
    - Placobdella hollensis
    - Placobdella mexicana
    - Placobdella montifera
    - Placobdella multilineata 
    - Placobdella nuchalis
    - Placobdella ornata
    - Placobdella papillifera
    - Placobdella parasitica
    - Placobdella translucens

  - Subfamília Haementeriinae
  - Gênero Actinobdella
    - Actinobdella annectens
    - Actinobdella inequiannulata
    - Actinobdella magnidisca
    - Actinobdella pediculata

  - Gênero Alboglossiphonia
    - Alboglossiphonia heteroclita 

  - Gênero Gloiobdella 
    - Gloiobdella elongata

  - Gênero Haementeria
    - Haementeria ghilianii 
    - Haementeria officinalis
    - Haementeria tuberculifera 

  - Gênero  Helobdella
    - Helobdella adiastola
    - Helobdella californica 
    - Helobdella conchata 
    - Helobdella fusca 
    - Helobdella moorei 
    - Helobdella nigropunctata
    - Helobdella papillata 
    - Helobdella punctatolineata 
    - Helobdella robusta
    - Helobdella stagnalis 
    - Helobdella transversa
    - Helobdella triserialis

  - Gênero Marvinmeyeria
    - Marvinmeyeria lucida 

  - Gênero Oligobdella
    - Oligobdella biannulata 

  - Subfamília Theromyzinae
  - Gênero Theromyzon
    - Theromyzon bifarium 
    - Theromyzon maculosum 
    - Theromyzon rude 
    - Theromyzon tessulatum
    - Theromyzon trizonare

- Família Ozobranchidae
  - Gênero Ozobranchus
    - Ozobranchus branchiatus
    - Ozobranchus jantseanus
    - Ozobranchus margoi

- FamíliaPiscicolidae
  - Subfamília Piscicolinae
  - Gênero Baicalobdella 
    - Baicalobdella torquata 

  - Gênero Branchellion
    - Branchellion borealis 
    - Branchellion lobata
    - Branchellion ravenelii 
    - Branchellion torpedinis 

  - Gênero Calliobdella 
    - Calliobdella knightjonesi 
    - Calliobdella lophii
    - Calliobdella nodulifera 
    - Calliobdella vivida 

  - Gênero Caspiobdella
    - Caspiobdella caspica
    - Caspiobdella fadejewi 
    - Caspiobdella tuberculata 

  - Gênero Cystobranchus 
    - Cystobranchus mammillatus 
    - Cystobranchus meyeri 
    - Cystobranchus moorei 
    - Cystobranchus verrilli 
    - Cystobranchus virginicus 

  - Gênero Johanssonia 
    - Johanssonia arctica 

  - Gênero Orientobdella 
    - Orientobdella confluens 

  - Gênero Piscicola
    - Piscicola geometra 
    - Piscicola milneri
    - Piscicola punctata 
    - Piscicola salmositica 
    - Piscicola zebra 

  - Gênero Trachelobdella 
    - Trachelobdella lubrica 
    - Trachelobdella oregonensis

  - Subfamília Platybdellinae
  - Gênero Aestabdella 
    - Aestabdella abditovesiculata 
    - Aestabdella leiostomi

  - Gênero Austrobdella
    - Austrobdella californica 

  - Gênero Beringobdella 
    - Beringobdella rectangulata 

  - Gênero Hemibdella 
    - Hemibdella branchiarum
    - Hemibdella rapax 

  - Gênero Malmiana 
    - Malmiana brunnea
    - Malmiana bubali 
    - Malmiana diminuta 
    - Malmiana philotherma 
    - Malmiana scorpii 
    - Malmiana virida
    - Malmiana yorki 

  - Gênero Mysidobdella 
    - Mysidobdella borealis 

  - Gênero Myzobdella
    - Myzobdella lugubris
    - Myzobdella patzcuarensis 

  - Gênero Notostomum 
    - Notostomum cyclostomum 
    - Notostomum laeve 

  - Gênero Oceanobdella
    - Oceanobdella microstoma
    - Oceanobdella pallida 
    - Oceanobdella sexoculata 

  - Gênero Ostreobdella 
    - Ostreobdella papillata 

  - Gênero Piscicolaria 
    - Piscicolaria reducta

  - Gênero Platybdella
    - Platybdella anarrhichae
    - Platybdella fabricii
    - Platybdella olriki
    - Platybdella quadrioculata

  - Subfamília Pontobdellinae
  - Gênero Oxytonostoma 
    - Oxytonostoma typica 

  - Gênero Pontobdella 
    - Pontobdella muricata 
    - Pontobdella vosmaeri

  - Gênero Stibarobdella
    - Stibarobdella macrothela